# Freyeria formosanus
Freyeria formosanus är en fjärilsart som beskrevs av Matsumura 1929. Freyeria formosanus ingår i släktet Freyeria och familjen juvelvingar. Inga underarter finns listade i Catalogue of Life.